# María de Halshany
María de Halshany (n. no antes de 1405 -f. después de 1456), María Olshánskaya o María Holszańska fue una princesa lituano-rutena, esposa de Elías, príncipe de Moldavia.

## Biografía
Era la tercera y menor hija de Andréi Olshanski, gobernador de Kiev, y Alexandra Drucka. Tenía dos hermanas: Vasilisa y Sofía, reina de Polonia.
La joven perdió a su padre a una edad temprana, por lo que vivió con su madre y sus hermanas mayores con su tío, el príncipe Semión Drutski. Contrajo matrimonio el 28 de octubre de 1425 con Elías, hijo del príncipe moldavo Alejandro el Bueno.  
La Crónica de Bistrița señala que María fue acompañada en su viaje a Moldavia por el voivoda de Podolia, el boyardo Jurgis Gedgaudas.
En 1427 dio a luz a un hijo, Romano II y, más tarde, a Alejandro II y a una hija, Anastasia.
Tras la muerte de su padre en 1432, estalló una guerra entre Elías, que se convirtió en el nuevo gobernante de Moldavia, y su hermanastro Esteban. Tras ser derrotado en la batalla de Lolon en otoño de 1433, Elías huyó a Polonia con su mujer, sus hijos y todas sus propiedades, temiendo la venganza por el asesinato de la madre de Esteban, Stanca.
Después de que su marido fuera cegado por un rival en 1444, María y Romano encontraron refugio en el reino de Polonia, donde se les concedieron los castillos en la tierra de Șipeniț: Jotín, Țețina y Jmeliv. En 1456 se le concedieron Seret y Volovăț.